# Cinetoplasto
Cinetoplasto é um organelo autorreplicável presente em organismos protozoários da classe  Kinetoplastida, consistente em uma região de DNA condensado extra-nuclear da única mitocôndria do protozoário [2], [3] e [4]. O cinetoplasto é uma estrutura que foi visualizada a mais de 100 anos por Ziemann (1898), porém foi nomeada em 1917, por Alexeieff. Acreditava-se que o cinetoplasto, pela sua localização, sempre próximo à base do flagelo, seria a responsável pelo seu movimento, portanto, cine = movimento, plasto = organelo, o que hoje, sabe-se não ser verdade. [1] 
O DNA do cinetoplasto (kDNA) apresenta-se em moléculas circulares concatenadas, chegando a representar de 20% a 30% do DNA celular. A molécula de DNA do cinetoplasto é formado por uma rede de 20 mil a 30 mil minicírculos, de 0,45 μm de comprimento, intimamente associados; e de maxicírculos, com comprimento de 6 a 11 μm, correspondente ao DNA mitocondrial encontrado nas demais células eucarióticas. [1] e [3]
Os maxicírculos são responsáveis por codificar as diversas proteínas da cadeia respiratória que ocorrem na mitocôndria, entre elas as subunidades da citocromo oxidase e NADH desidroxigenase, não se diferenciando, assim, das demais células eucariotas; já os minicírculos estão relacionados à necessidade de mais ou menos edição de mRNA de cada organismo, participando de um processo que regula pós-transcricionalmente a expressão de genes mitocondriais nas diferentes formas evolutivas do protozoário. [1]
Embora o cinetoplasto dos representantes da ordem Kinetoplastida seja formado pelas moléculas circulares (mincírculos e maxicírculos), a concatenação poderá adquirir diferentes arranjos na rede de kDNA de acordo com os diferentes estágios de vida desses protozoários. [1]
A alteração das formas fenotípicas (evolutivas), dos parasitas da ordem Kinetoplastida, caracteriza um dos mecanismos de evasão do sistema imune [5]. Atualmente são estudadas proteínas (KAP), relacionadas à alteração fenotípica, cujos genes se encontram no cinetoplasto [6]. Outros estudos da atualidade estudam genes contidos no cinetoplasto como o TcADH, que regulam a atividade metabólica celular, cujo efeito causa a resistência ao tratamento por fármacos.[7] 
O cinetoplasto apresenta-se de formas diferentes nas diversas espécies da ordem Kinetoplastida, ordem esta, que congrega os protozoários que apresentam o cinetoplasto. A classificação se dá de acordo com a distribuição do DNA no âmbito da mitocôndria da seguinte forma: [1]
•	Pancinetoplasto é a classificação atribuída quando o kDNA é distribuído pela matriz mitocondrial.
•	Policinetoplasto é a classificação atribuída quando o kDNA está distribuído como grânulos no lúmen mitocondrial.
•	Eucinetoplasto é a classificação atribuída quando o kDNA encontra-se concentrado como uma única massa próxima ao flagelo.
Dentre as espécies da ordem Kinetoplastida, algumas se destacam pela sua importância médica como o Trypanosoma cruzi (Doença de Chagas), Trypanosoma brucei (Doença do Sono), e algumas espécies do gênero Leishmania, como L. brasiliensis (Leishmaniose cutânea) e L. donovani (Leishmaniose Viceral). [8]
REFERÊNCIAS:
[1] DE SOUZA, F. S. P., Caracterização da proteína TcKAP3 do cinetoplasto do protozoário Trypanosoma cruzi. Repositório UFPR, 2009. Disponível em: < https://acervodigital.ufpr.br/bitstream/handle/1884/20201/Dissertacao%20-%20FLAVIA%20SA%20PEREIRA%20DE%20SOUZA.pdf?sequence=1&isAllowed=y>. Acesso em: 20 mar. 2018.
[2] GARCIA, L.T., et al., Effects of Trypanosoma brucei tryptophanyl-tRNA synthetases silencing by RNA interference. Scielo,  2007. Disponível em: <http://www.scielo.br/pdf/mioc/v102n6/5857.pdf >. Acesso em: 20 mar. 2018.
[3] SOUZA, W. A Short Review on the Morphology of Trypanosoma cruzi: from 1909 to 1999. Scielo, 1999. Disponível em: < http://www.scielo.br/pdf/mioc/v94s1/8300.pdf>. Acesso em: 20 mar. 2018.
[4] FURLANETO, L. Transformação genética de Trypanosoma cruzi mediada por Agrobacterium tumefaciens. Repositório UFPR, 2006. Disponível em: < https://acervodigital.ufpr.br/bitstream/handle/1884/7050/tese%20Luciana.pdf?sequence=1&isAllowed=y>. Acesso em: 20 mar. 2018.
[5] CASTELLANO, L. R. C. Resposta imune anti-Leishmania e mecanismos de evasão Anti-Leishmania immune response and evasion mechanisms. Universidad Central de Venezuela, 2005.Disponível em: <https://tspace.library.utoronto.ca/bitstream/1807/9254/1/va05017.pdf>. Acesso em: 20 mar. 2018.
[6] MORINI, F. S. Caracterização de TcKAP7: uma proteína associada ao cinetoplasto do protozoário Trypanosoma cruzi. Repositório UFPR, 2015. Disponível em: <https://acervodigital.ufpr.br/bitstream/handle/1884/43504/R%20-%20T%20-%20FLAVIA%20SOUZA%20MORINI.pdf?sequence=3&isAllowed=y>. Acesso em: 20 mar. 2018.
[7] CAMPOS, F. M. F. Caracterização do gene que codifica a enzima álcool desidrogenase (TcADH) e associação da sua baixa expressão com o fenótipo de resistência in vitro do Trypanosoma cruzi ao benzonidazol. ARCA-FIOCRUZ, 2007. Disponível em: < https://www.arca.fiocruz.br/bitstream/icict/4037/2/000016.pdf>. Acesso em: 20 mar. 2018.
[8] NEVES, D. P. et al. Parasitologia humana, 12ª edição, São Paulo, Editora Atheneu, 2011.